# Park Przemysłowy w Solcu Kujawskim

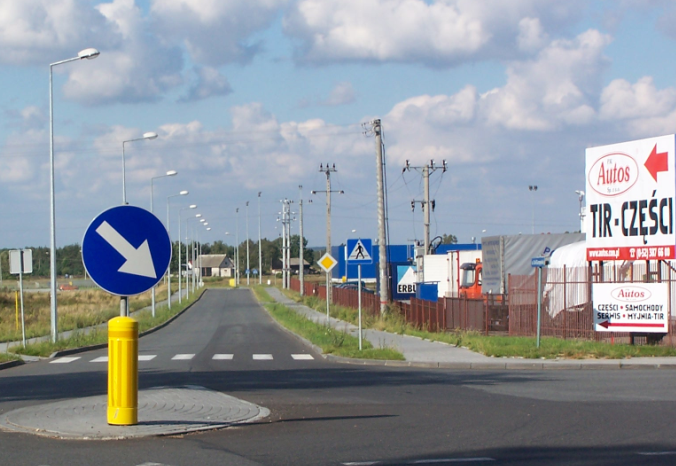
Wjazd do Parku Przemysłowego

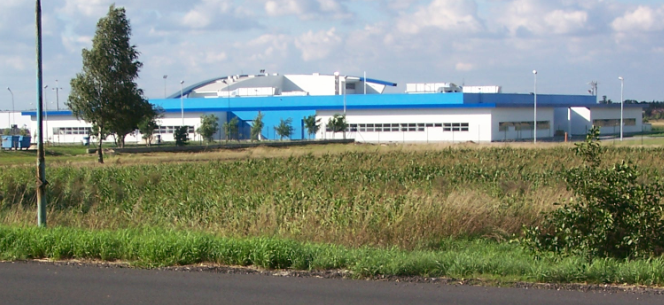
Inkubator Przedsiębiorczości

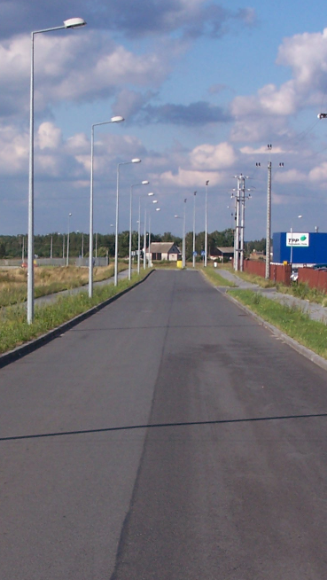
Ulica Unii Europejskiej – główna ulica Parku

Park Przemysłowy w Solcu Kujawskim – inwestycja na terenie miasta Solec Kujawski w województwie kujawsko-pomorskim, współfinansowana jest przez struktury Unii Europejskiej w ramach programów PHARE.

## Historia
Historia Parku sięga 2000 roku, gdy Zarząd Gminy złożył do programu PHARE 2001 "Spójność Społeczno-Gospodarcza" projekt Wspieranie powstania Parku Przemysłowego poprzez przygotowanie terenów inwestycyjnych w Solcu Kujawskim. Projekt ten uzyskał ze strony Komisji Europejskiej dofinansowanie w wysokości 2,1 mln € (przy czym całkowita wartość całego projektu wynosiła 4,925 mln €). Budowę Parku ukończono na początku 2005 roku.

## Opis
Parkiem Przemysłowym nazywa się wyodrębniony obszar na terenie miasta Solec Kujawski o powierzchni 36,3 ha, będący własnością gminy.
Jest on zlokalizowany bezpośrednio wzdłuż ulicy Unii Europejskiej, która łączy ulicę Średnią z drogą krajową nr 10 (sąsiedztwo z drogą krajową daje bardzo duże możliwości rozwoju Parku, w związku z bardzo skumulowanym ruchem na trasie Szczecin – Warszawa (bezpośrednia komunikacja Parku z drogą krajową).
Teren ten jest stabilny i płaski oraz obecnie w pełni uzbrojony posiadający pełną infrastrukturę techniczną i komunikacyjną: energię elektryczną, wodociąg, kanalizację sanitarno – deszczową oraz gazociąg (średniego ciśnienia).
29 z 36,3 hektarów przeznaczone jest pod inwestycje związane z powstawaniem szeregu małych i średnich przedsiębiorstw dających nowe miejsca pracy. Resztę terenu Parku (7,3 ha) stanowią drogi oraz uzbrojenie terenu. Na terenie Parku rozpoczęły już działalność takie firmy jak: Autos, Granit oraz Thermoplastics Polska.

### Szczegóły ostatnio podpisanych umów
- MBA - System – toruńska firma produkująca meble biurowe i socjalne podpisała umowę na dzierżawę 2,3 ha gruntów na terenie Parku Przemysłowego. Obecnie firma zatrudnia 80 pracowników, a docelowa będzie zatrudniała ich 120 – 150. Inwestycja rozpoczęła się na przełomie marca i kwietnia 2006 r., natomiast rozpoczęcie produkcji planowane jest na grudzień 2006 r.
- 12 listopada 2005 roku podpisano umowę z firmą Bogner Komexim. Jest to austriacko – polska firma specjalizująca się w konfekcjonowaniu i obróbce stali jakościowej przeznaczonej dla przemysłu narzędziowego i maszynowego. Firma wydzierżawiła 2,13 ha terenu parku oraz zatrudni na nim co najmniej 22 pracowników.
- 20 grudnia 2005 roku podpisano dwie kolejne umowy dzierżawcze. Pierwszą z polsko-duńską firmą Junget. Spółka ta zajmuje się technologiami dla przemysłu drzewnego. Zatrudni ok. 20 osób. Prace na budowie w Parku rozpoczęły się w marcu 2006. Z kolei drugą firmą, z którą podpisano umowę było przedsiębiorstwo Optimo zajmujące się budową hal magazynowych i logistycznych. W pierwszym etapie budowy powstanie hala o powierzchni 4 tys. m², a docelowo ma to być ok. 10 tys. m². Planowane zatrudnienie ma wynieść około 30 osób.
- 6 stycznia 2006 roku podpisano umowę z solecką firmą Pasaco zajmującą się przetwórstwem papierów powlekanych i folii. Planuje się wybudowanie hali o powierzchni 2000 m² oraz zatrudnienie ok. 30 osób.

## Preferencje dla firm
Dodatkową zachętę stanowią preferencje dla firm chcących prowadzić działalność gospodarczą na terenach Parku. Inwestując na tym terenie można uzyskać:
- ulgę podatkową w podatku od nieruchomości – 50% przez 5 lat,
- zwolnienie z opłat za dzierżawę gruntów przez 10 lat,
- po 2011 roku istnieje możliwość prawa pierwokupu gruntu za 50% wartości rynkowej obowiązującej w chwili zakupu.

Ponadto gmina deklaruje pomoc w szybkim załatwianiu spraw formalno-prawnych.
Na terenie Parku Przemysłowego zaplanowano również punkt celny oraz specjalny sektor dla firm innowacyjnych, w centrum którego już znajduje się tzw. Inkubator Przedsiębiorczości.

## Inkubator Przedsiębiorczości
Inwestycja na terenie Parku Przemysłowego sfinansowana przy pomocy środków z programu PHARE 2002 (w 75 procentach). Koszt całkowity inwestycji wyniósł 1 816 087 €. Jest on budynkiem o nowoczesnej architekturze stworzonym z myślą o osobach dopiero rozpoczynających swą działalność gospodarczą (szczególnie o tych młodych). Uroczysta inauguracja działalności Inkubatora miała miejsce 27 kwietnia 2006 roku. Uczestniczył w niej m.in. ówczesny wojewoda kujawsko-pomorski – Waldemar Achramowicz. Obecnie na terenie Inkubatora działalność gospodarczą prowadzi 20 firm.

### Podział powierzchni
Łączną powierzchnię 5000 m² podzielono na następujące części:
- hala produkcyjna z zapleczem socjalnym: 4200 m² (w tym 200 m² powierzchni socjalno-sanitarnych; hala ta podzielona jest za pomocą lekkich ścianek działowych na:
  - 35 pomieszczeń produkcyjnych o powierzchni od 50 do 200 m² (mogą być większe),
  - 12 pomieszczeń magazynowych o powierzchni od 15 do 110 m² oraz
  - 13 pomieszczeń biurowych o powierzchni od 12 do 50 m²);
- budynek biurowo-szkoleniowo-usługowy: 800 m² (w tym 550 m² powierzchni biurowej pod wynajem)

Obiekt posiada wszelkie niezbędne do działalności produkcyjnej media, w tym sieć komputerową, sieć telefoniczną i teleinformatyczną (dostęp do internetu). Posiada również ochronę poprzez system telewizji dozorowej (zewnętrznej i wewnętrznej). Dookoła budynku zbudowano parking na 100 pojazdów.

### Funkcje
Celem Inkubatora jest pomoc nowo powstałym (działającym nie dłużej niż 2 lata) małym i średnim przedsiębiorstwom poprzez stworzenie specjalnych warunków organizacyjno – prawnych ułatwiających ich rozwój. W Inkubatorze oprócz wynajmu pomieszczeń produkcyjnych i biurowych (umowa na maksimum 3 lata; po tym okresie firma może przenieść swą siedzibę, np. na teren Parku Przemysłowego) młodzi przedsiębiorcy mogą zaczerpnąć bezpłatnych rad prawnych oraz skorzystać z pomocy ekonomiczno – księgowej. Są również organizowane dla nich szkolenia różnorodnego typu oraz reklama i promocja ich firm. Poprzez te działania gmina stwarza warunki do uruchomiania coraz to nowych małych i średnich przedsiębiorstw oraz zachęca, dzięki korzystnym warunkom młodych do tworzenia ich własnego interesu.
Pierwszeństwo zawarcia umowy najmu pomieszczeń przysługuje w kolejności:
- osobom, które nie ukończyły 27 lat i rozpoczynają działalność gospodarczą, czyli w głównej mierze absolwentom szkół wyższych i średnich,
- osobom bezrobotnym rozpoczynającym działalność gospodarczą,
- pozostałym osobom rozpoczynającym działalność gospodarczą,
- przedsiębiorcom gwarantującym zatrudnienie osobom należącym do grup szczególnie dotkniętych bezrobociem np. kobietom, osobom w wieku przedemerytalnym.

## Firmy na terenie Parku Przemysłowego
| Lp. | Firma                     |
| --- | ------------------------- |
| 1.  | Autos                     |
| 2.  | Granit                    |
| 3.  | TPP Thermoplastics Polska |
| 4.  | Polimer                   |
| 5.  | MBA – System              |
| 6.  | Bogner Komexim            |
| 7.  | Junget                    |
| 8.  | Optimo                    |
| 9.  | Pasaco                    |
| 10. | Bass Technology           |
| 11. | Hydrapres S.A             |
| 12. | DHL                       |
| 13. | P.D. DROBEX               |